# Isten gépei
Az Isten gépei Brandon Hackett science fiction regénye. A mű a Galaktika Fantasztikus Könyvek sorozatában jelent meg 2008-ban. A Metropolis Media 2011-ben E-könyv formátumban is megjelentette.

## Cselekménye
Markovics Botond regénye a technológiák előrelátható fejlődésére alapozva ebben a műben egy jól definiálható transzhumanista jövőkép jelenik meg, a regény központi témája pedig a technológiai szingularitás. A regény a technológia fejlődéséből kiindulva azt vizsgálja, hogy a megváltozott körülmények között mivé válik, mivé válhat az ember és az emberi társadalom. Az Isten gépei szereplői fantasztikus lehetőségekkel rendelkeznek önmaguk és környezetük alakítására, és élnek is ezekkel. Az anyagi világ és önnön biológiai lényük feletti hatalom fényében csak néhányukban merül fel, hogy a változások után még mindig „embernek” tekinthetik-e önmagukat.
A főszereplő egy genetikailag módosított humán (emberi nő, a történések elején lány), aki kortársainál lényegesen magasabb intelligenciával van megáldva. A regény további szereplőit és történéseit egy másik főszereplő, egy biológiai testét szándékosan elhagyó ember (szintén nő) szemén keresztül ismerhetjük meg. A regény szubjektív időben nem ölel fel nagy távot (főszereplőnknek éppen csak felnőni van ideje), de az így bejárt technológiai fejlődés eléri azt, amire ötven évvel ezelőtt Asimov még hosszú évezredeket szánt. A bekövetkező technológiai szingularitás lehetetlenné teszi a fejlődés lineáris módon való követését, ehelyett a regény a maga töredezett szerkezetében egymást követő állóképszerű leírásokat ad arról, hol is tart a társadalom a technológia nyújtotta lehetőségek területén.

## Elismerése
A regény 2009-ben elnyerte a Zsoldos Péter-díjat.

### Kritikák a regényről
- Archiválva 2018. május 10-i dátummal a Wayback Machine-ben
- Fairylona blog
- Galgóczi Tamás (ekultura.hu) - 2008. november 23.[halott link]
- Digitális Búsképű Lovag
- Eltűnhet a Nap az égről (index.hu) 2008. december 23.
- [halott link]
- Transzhumán, poszthumán avagy a fejlődés ellen nincs gyógymód (Lawrence blogja)
- Sci-fi könyvek
- Hová juttat egy Poszthumán döntés? (Creideiki blogja)
- [halott link]
- Sümegi Attila
- Omegák és szingularitás (Acélpatkány SF blogja)
- Ortutay Csaba